# Grevie åsars naturreservat
Grevie åsar är ett naturreservat i Grevie socken i Båstads kommun i Skåne.
Området är skyddat sedan 1962 och omfattar 106 hektar. Landskapet där är mycket omväxlande med inslag av enefälader, hagmark, åkermark och några mindre skogspartier. Floran är sevärd. Där finns lämningar från inlandsisen, förhistoriska lämningar och historiska lämningar.

## Bilder

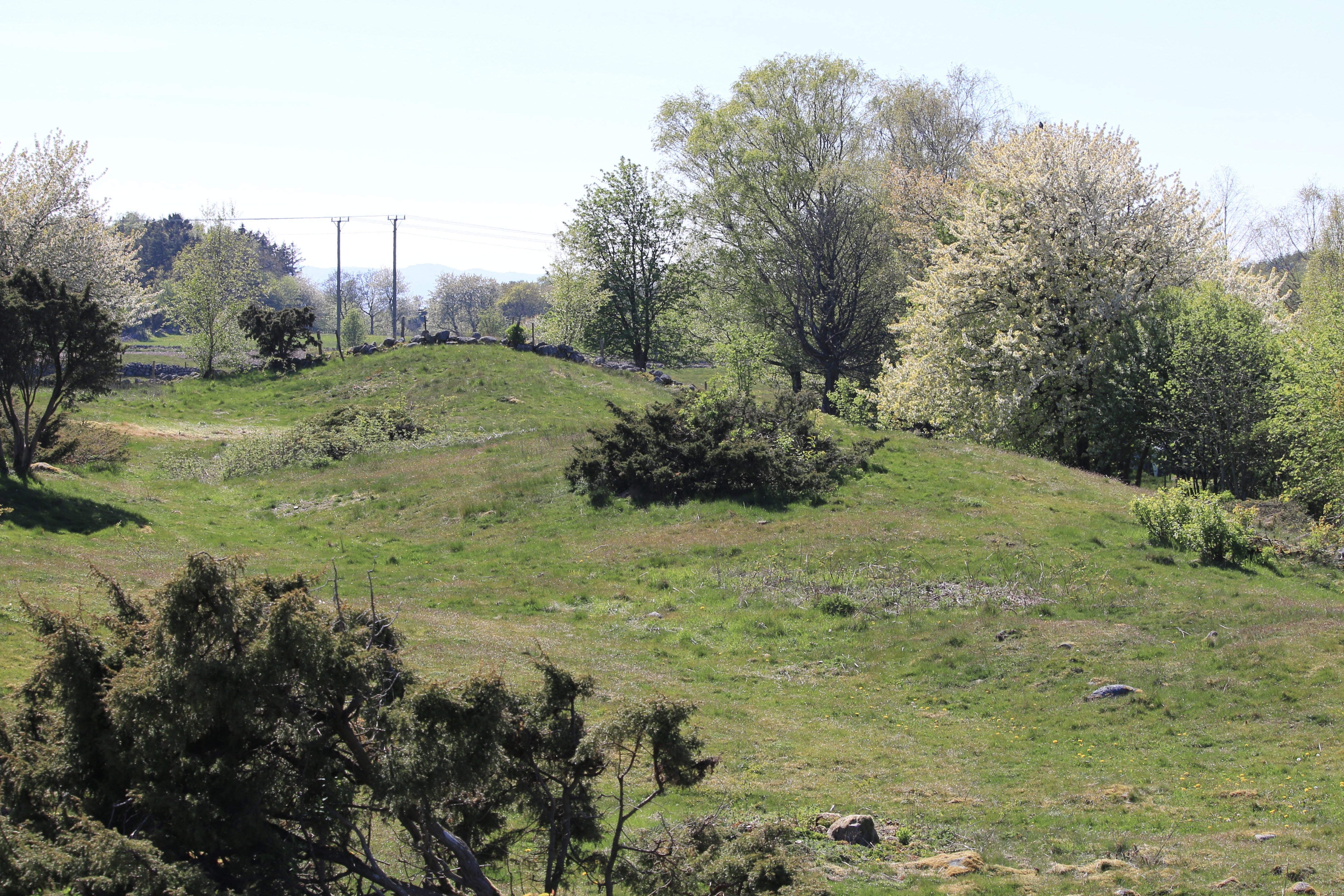
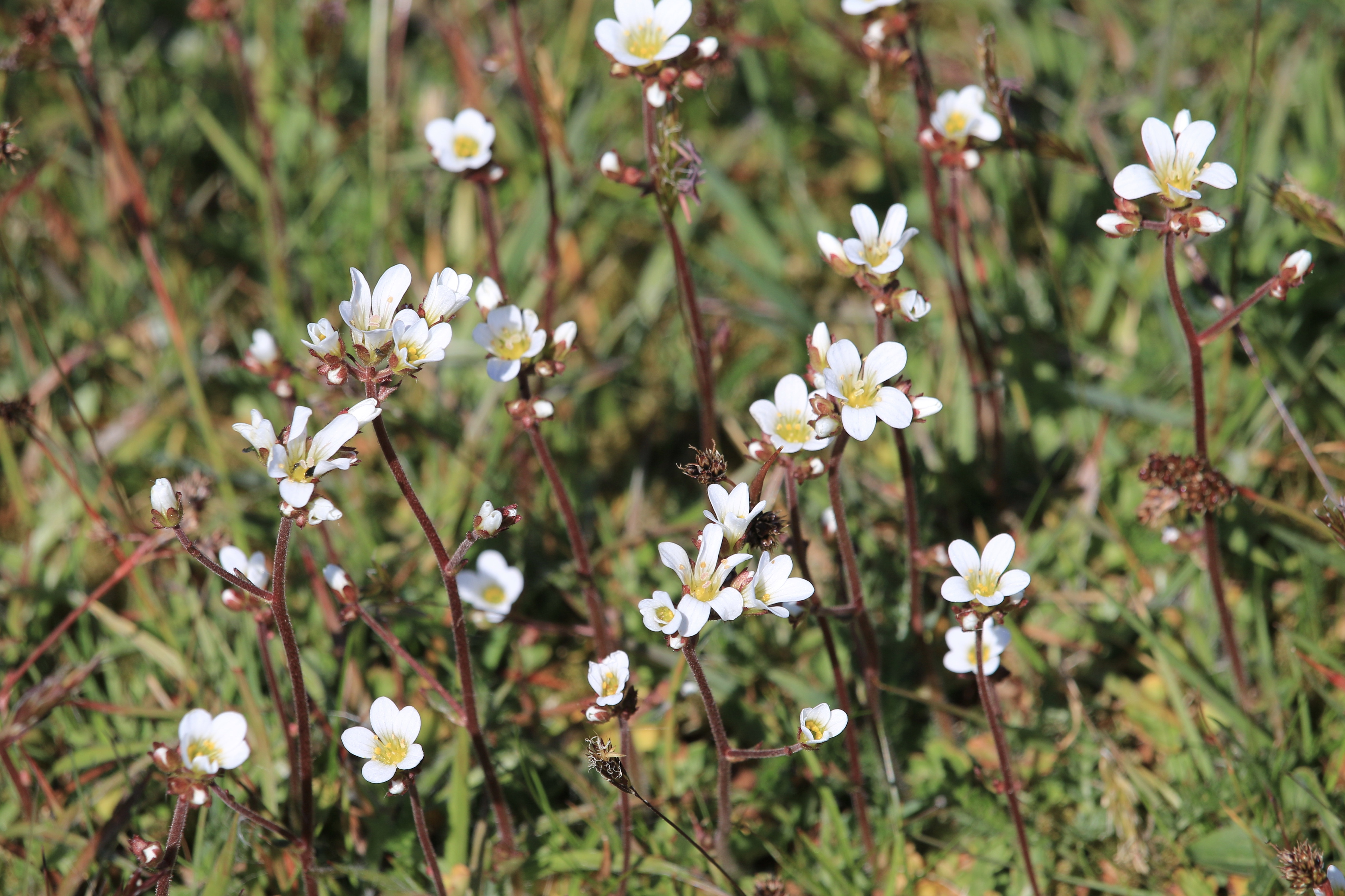
Mandelblomma